# Kościół św. Marcina w Sicinach
Kościół świętego Marcina w Sicinach – barokowy kościół z 1736 położony na terenie miejscowości Siciny w województwie dolnośląskim. Kościół jest siedzibą parafii rzymskokatolickiej w Sicinach, której patronem jest święty Marcin z Tours, należącej do dekanatu Góra zachód w archidiecezji wrocławskiej.

## Historia
Po raz pierwszy kościół w Sicinach wzmiankowany był w 1289. Pierwsza świątynia w Sicinach była konstrukcją drewnianą. W 1424 papież Marcin V zatwierdził przekazanie kościoła parafialnego w Sicinach opactwu cystersów w Lubiążu.
W XV wieku drewniany budynek kościoła zastąpiono budowlą kamienną, której wizerunek zachował się na sufitowym fresku hali wieżowej współczesnego kościoła.
Kamień węgielny pod budowę obecnego barokowego kościoła został położony przez opata zakonu cystersów z Lubiąża, Konstantego Bayera, 10.04.1736. Budowlę według projektu nieznanego architekta (prawdopodobnie Martina Frantza zwanego Młodszym) wzniósł w latach 1736–1740 Karl Martin Frantz z pomocą Antoniego Köllnera i dwunastu murarzy. Poświęcenia wybudowanego kościoła dokonał również opat Bayer. Wydarzenie to miało miejsce 28.10.1740. Prace związane z wykończeniem, wyposażeniem i dekoracją wnętrza kościoła trwały w latach 1741–1742.
Najdłużej trwały prace budowlane przy wykończeniu wieży kościelnej. Jej budowa była przerywana w związku z wojną siedmioletnią oraz wysokim opodatkowaniem klasztorów przez króla Prus, Fryderyka Wielkiego. Ostatecznie, budowę wysokiej na 62 metry wieży ukończono w 1774. Konsekracji świątyni dokonał 06.07.1777 biskup wrocławski von Sommerfeld.

## Kościół
Kościół w Sicinach jest budowlą murowaną na planie krzyża z krótkimi ramionami transeptu. Posiada prezbiterium zakończone półkolistą apsydą. Po północnej stronie budowli znajduje się zakrystia. Stronę południową wieńczy wieża, a po zachodniej stronie mieści się niewielka kruchta. Kościół nakryty jest dachem czterospadowym.

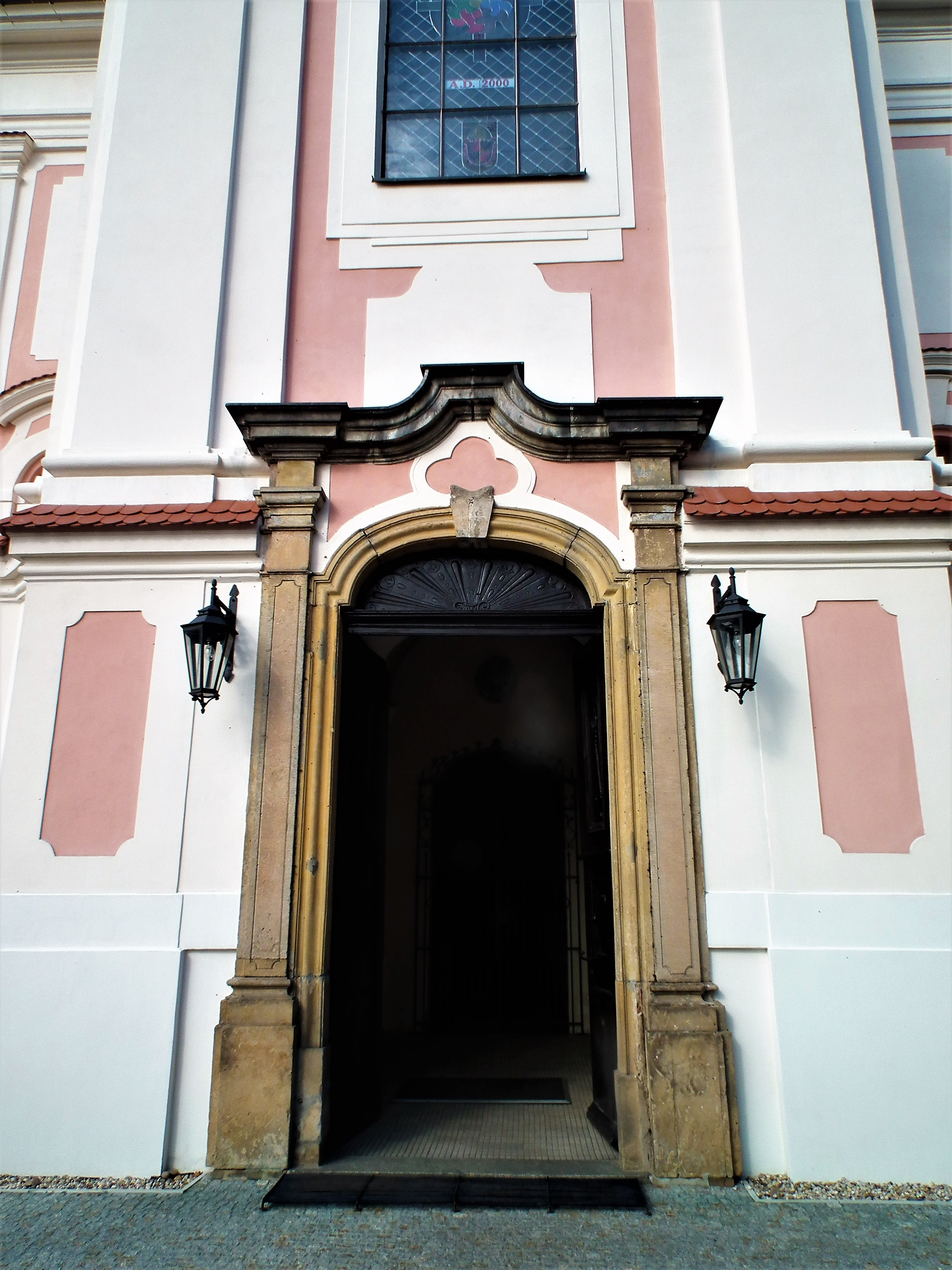
Wejście do kościoła

Stosunkowo skromna bryła zewnętrzna kontrastuje z bogactwem wystroju architektonicznego wnętrza. Składają się nań kolumny i pilastry podtrzymujące belkowanie odcinkowe, wnęki na ściętych narożach filarów oraz żaglaste sklepienia, z których centralne, podwyższone imituje kopułę. W kopule freski przedstawiające św. Marcina z ok. 1740.
Ołtarz główny został wyrzeźbiony przez niemieckiego rzeźbiarza Frantza Josepha Mangoldta. Obraz ołtarzowy przedstawiający świętego Marcina został namalowany przez malarza holenderskiego Christiana Bentuma, w ołtarzu tabernakulum i rzeźby śś. Potra i Pawła. Wysokiej klasy ołtarze boczne m.in. Ukrzyżowania, św. Józefa i św. Jadwigi. Rokokowa ambona. Malowidła sklepienne zostały wykonane przez jego uczniów: Jana Antoniego Feldera i Ignacego Axtera, w sklepieniu nawy przedstawiają historię kościoła, w pendentywach postacie biskupów, nad przęsłem zachodnim plafon Święty Marcin daje żebrakowi płaszcz. W kruchcie zachodniej plafon Henryk II funduje kościół w Sicinach. Ponadto wnętrze zdobią rokokowe obrazy, w ołtarzu bocznym nawy gotycka rzeźba Madonny z Dzieciątkiem z XV w. W kruchcie południowej późnogotyckie rzeźby św. Elżbiety i św. Barbary z ok. 1500.
W murze okalającym kościół znajdują się m.in. epitafia:
- Anny von Kreckwitz (zm. 1592), żony Mattesa von Promnitz. Po stronie ojczystej herby von: Kreckwitz, Kottwitz, a po stronie matczynej von: Salisch, Nostitz.
- dziewczynki von Kreckwitz (zm. 1569), siostrą Anny von Kreckwitz. Po stronie ojczystej herby von: Kreckwitz, Kottwitz, a po stronie matczynej von: Salisch, Nostitz.
- Barbary von Promnitz (zm. 1594), wnuczki Anny von Kreckwitz. Po stronie ojczystej herby von: Promnitz, Kreckwitz  a po stronie matczynej von: Rothenburg.
- dziewczynki von Promnitz, wnuczki Anny  von Kreckwitz. Po stronie ojczystej herby von: Promnitz, Kreckwitz  a po stronie matczynej von: Rothenburg[3].